# Kulbit

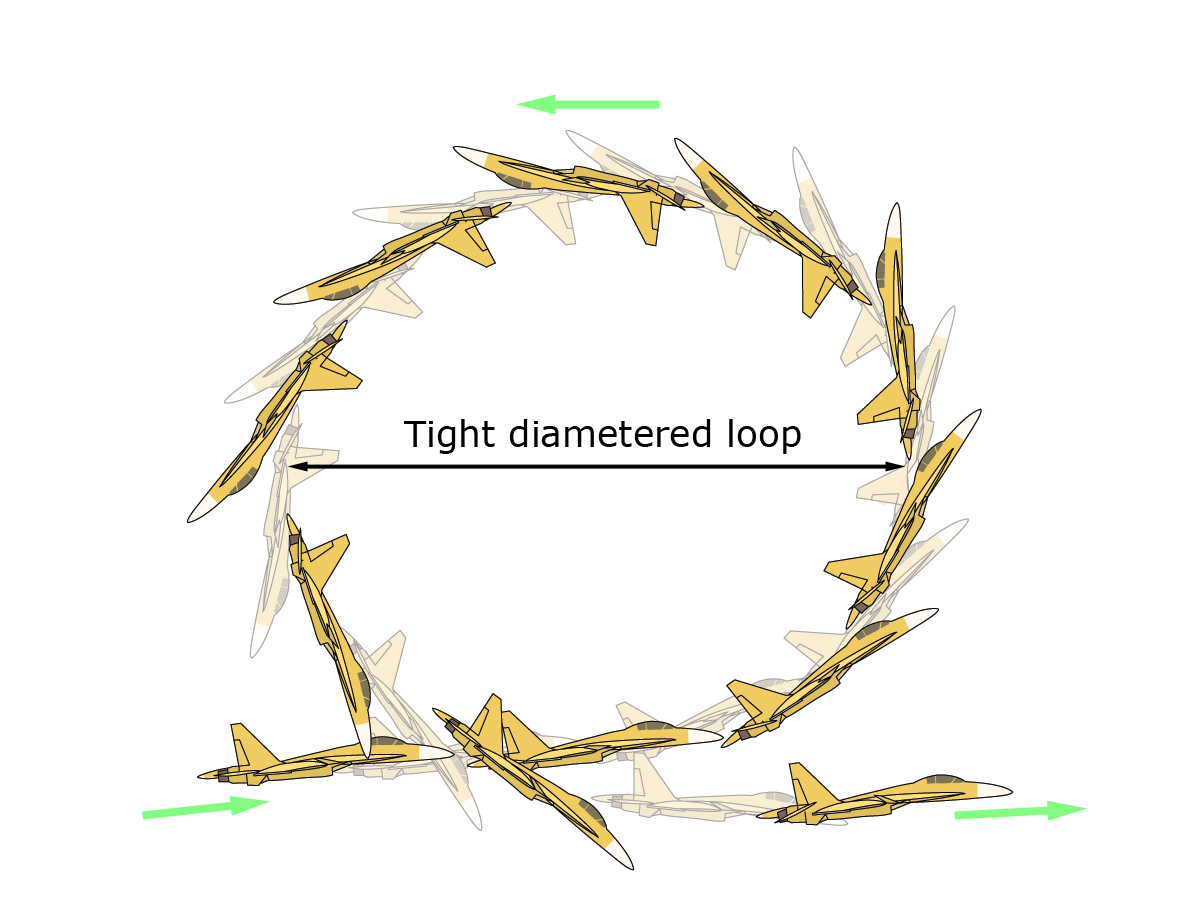
Un Su-37 effectuant un « kulbit ».

Le « kulbit » (« saut périlleux » en russe) est aussi appelé « chakra de Frolov », d'après le nom du pilote d'essai russe Evgeni Frolov. 
La manœuvre a été présentée publiquement pour la première fois au salon aéronautique de Farnborough en 1996 par ce pilote avec le Soukhoi Su-37.
Il s'agit d'une manœuvre aérienne conçue par les pilotes de chasse russes, qui consiste en une boucle extrêmement serrée de diamètre pas beaucoup plus grand que la longueur de l'avion. C'est un exemple de figure possible pour les avions super-manœuvrables. 
Le kulbit a pour effet de ralentir radicalement la vitesse de l’aéronef. Il peut donc être utilisé en théorie pour se faire dépasser par un avion ennemi poursuivant, remettant ainsi son propre avion en position de tir favorable. Cette manœuvre est proche du « cobra de Pougatchev », mais le kulbit termine la boucle que le « cobra » interrompt presque immédiatement.

## Avions capables d'effectuer le kulbit
Voici la liste des avions capables d’exécuter cette manœuvre :
- MiG-29OVT
- Soukhoï Su-35
- Soukhoï Su-37[2]
- Soukhoï Su-30
- Lockheed Martin F-22 Raptor

Tous ces avions ont effectué cette manœuvre lors de meetings aériens.